# 锡德纳姆街联合教会
锡德纳姆街联合教会（Sydenham Street United Church）是一座加拿大联合教会教堂，位于加拿大安大略省金斯顿，可追溯到1852年。该堂最初为卫理公会教堂，自1925年起属于加拿大联合教会。 

## 起源
这座教堂最初为卫理公会新礼拜堂，这是一座建于1811年的小型建筑，位于金斯敦村的惠灵顿街和约翰逊街拐角处。1816年至1817年，英国卫理会教徒在贝街和巴戈街的东南角修建了另一座小礼拜堂，1835年扩建。卫理公会的各个分支统一后，这两个堂会合并。锡德纳姆勋爵去世时，牧师是埃格顿·雷尔森 (1803–1882)。

## 建造
金斯敦著名的商人和第一任市长约翰·康特（1799-1862）是卫理公会的坚定支持者。他把财产捐给了锡德纳姆街教堂。这块土地以前曾被用作马戏团的场地。该建筑由建筑师威廉·科弗代尔设计。1851年4月17日，约翰·康特为其奠基。塞缪尔·德怀特·赖斯牧师被从埃尔金山调到金斯敦，帮助管理该建筑项目。1852年建成了一座石头教堂， 60乘90英尺（18乘27）,可容纳1000至1200人。造价约为28000加元。后来进行了改进，耗资6000加元，教堂于1878年7月14日重新开放。1887年，鲍尔和金斯顿之子负责扩建教堂。这座石头建筑的风格是“朴素的哥特式”，拥有用花格装饰的又高又窄的窗户。

## 卫理公会
教堂开放后不久，卫理公会布道家詹姆斯·考伊在金斯敦布道四个月，成百上千的人来到锡德纳姆街卫理公会教堂听他讲道，据说有近四百人直接因他而归信或成圣。1853年3月13日，他在教堂作了最后一次布道。1860年、1882年，卫理公会均在该堂举行会议。
1897年，美国布道家德怀特·莱曼·穆迪和他的音乐助手J.H.伯克来到金斯顿，在锡德纳姆街卫理公会教堂和金斯敦监狱举行为期两天的聚会。他的布道受到金斯顿工人的热烈欢迎，有1000人无法进入教堂。

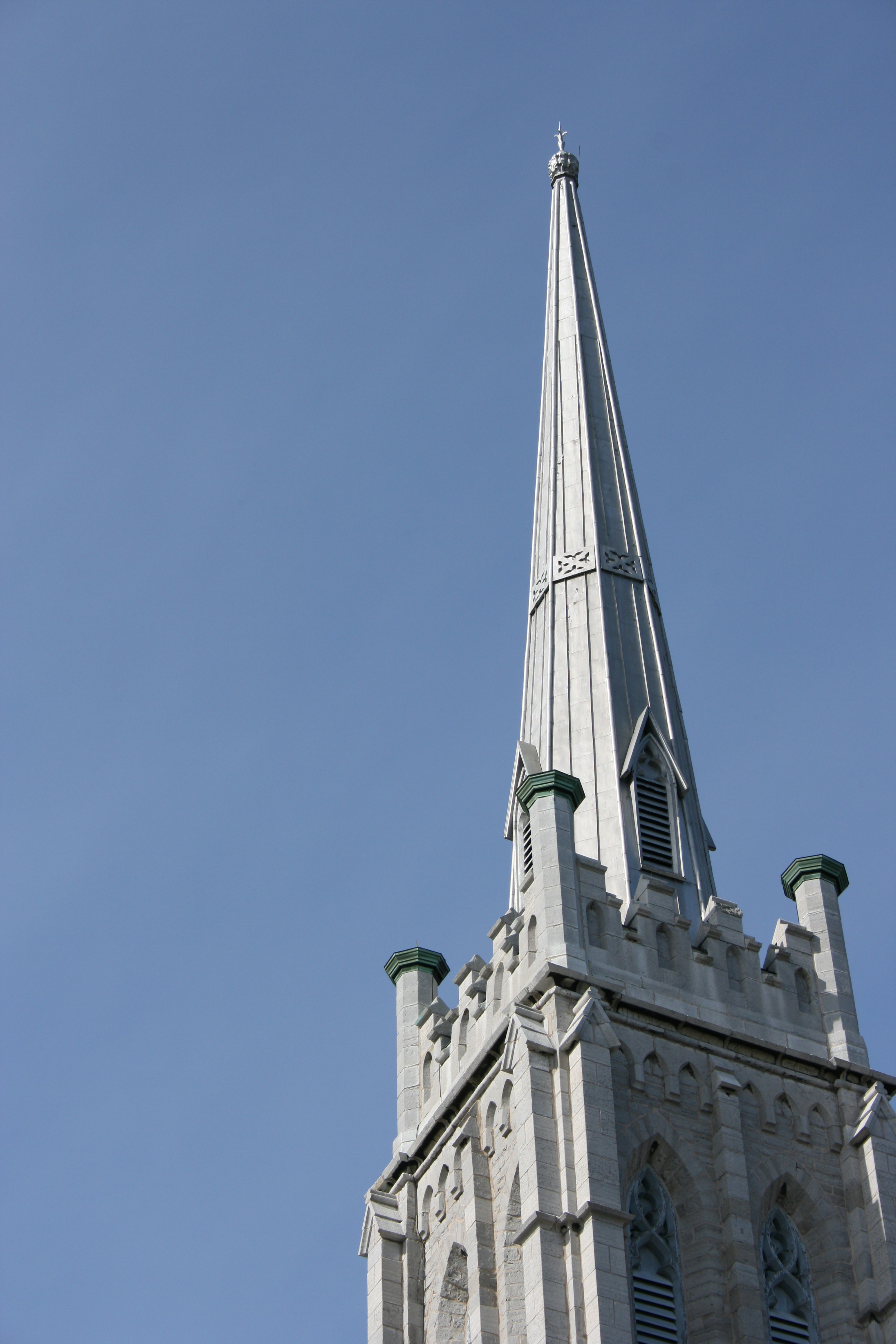
教堂尖顶

## 联合教会
1925年，加拿大卫理公会、公理会和大部分长老会成立加拿大联合教会，该堂改为现名。1959年6月28日，伊丽莎白二世访问加拿大时，来到该堂参加礼拜。
1996年，每主日有200人参加礼拜。20世纪90年代末，该堂决定接纳所有性取向和性别认同的人参加。
教堂建筑，现在被称为尖顶（The Spire），用于各种各样的社区功能。二十年来，它一直是金斯顿唱诗班的所在地。